# 생명의 빵 담론

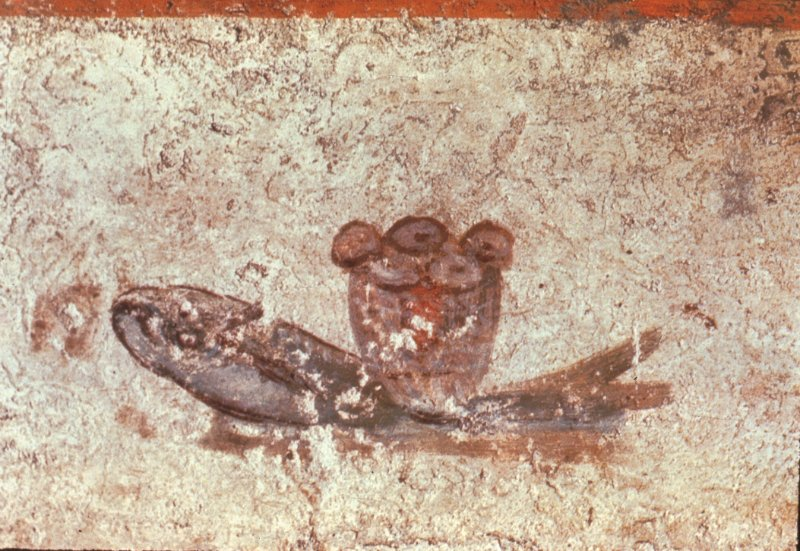
로마, 성 칼리스토의 지하묘, 성찬 빵과 물고기의 3세기 초기 묘사.

생명의 빵 담론은 요한의 복음서 6:22-59에 나타나는 예수의 삶 속 사건이다. 예수에게 주어진 "생명의 빵"(고대 그리스어: ἄρτος τῆς ζΩῆς, artos tēs zōēs)이라는 제목은 요한복음에 나오는, 떡 다섯 개와 물고기 두 마리를 가지고 오천 명 군중을 먹이신 에피소드(예수께서 군중을 먹이시는 장면) 직후에 나오는 성경 구절에 근거한다.) 그 후에 예수께서 물 위를 걸어 갈릴리 바다 서쪽으로 가시니 무리가 배를 타고 예수를 찾으러 따라갔다.

## 성경적 기록
이 담론의 중심 부분은 다음과 같다.
예수께서 "진실로 진실로 너희에게 이르노니 하늘에서 떡을 준 이는 모세가 아니요 오직 하늘에서 너희에게 참 떡을 주는 이는 내 아버지시니라 하나님의 떡은 하늘에서 내려오는 것이니라 하늘과 세상에 생명을 주느니라."라고 말했다. 그들은 "주여, 이 빵을 항상 우리에게 주소서"라고 말했다. 예수께서는 "나는 생명의 떡이니 내게 오는 자는 결코 주리지 아니할 터이요 나를 믿는 자는 영원히 목마르지 아니하리라."라고 일렀다. —  요한복음 6:32–35

## 같이 보기
- 고별 담론
- 복음서 합본
- 나는 (성경 용어)
- 최후의 만찬
- 신약 속 예수의 삶
- 세상의 빛
- 생명의 물 담론